# Стори Мъсгрейв
Франклин Стори Мъсгрейв (на английски: Franklin Story Musgrave) e бивш американски астронавт летял в космоса шест пъти.

## Биография
Мъсгрейв е роден на 19 август, 1935 г. в Бостън, Масачузетс. Завършва математика в Университета Сиракюз през 1958 и получава степен Доктор по медицина от Колумбиия през 1964.
Избран е за астронавт от НАСА през януари 1967.

## Полети
Стори Мъсгрейв е летял в космоса като член на екипажа на следните мисии:
| Космически полети на Стори Мъсгрейв                              | Космически полети на Стори Мъсгрейв | Космически полети на Стори Мъсгрейв | Космически полети на Стори Мъсгрейв | Космически полети на Стори Мъсгрейв |
| №                                                                | Дата                                | КК                                  | Функции                             | Продължителност                     |
| ---------------------------------------------------------------- | ----------------------------------- | ----------------------------------- | ----------------------------------- | ----------------------------------- |
| 1                                                                | 4 април 1983                        | „Чалънджър“, мисия STS-6            | Специалист на мисията               | 5 денонощия 0 часа 24 мин 31 сек.   |
| 2                                                                | 29 юли 1985                         | „Чалънджър“, мисия STS-51F          | Специалист на мисията               | 7 денонощия 22 часа 46 мин 21 сек.  |
| 3                                                                | 23 ноември 1989                     | „Дискавъри“, мисия STS-33           | Специалист на мисията               | 5 денонощия 0 часа 7 мин 32 сек.    |
| 4                                                                | 24 ноември 1991                     | „Атлантис“, мисия STS-44            | Специалист на мисията               | 6 денонощия 22 часа 52 мин 29 сек.  |
| 5                                                                | 2 декември 1993                     | „Индевър“, мисия STS-61             | Специалист на мисията               | 10 денонощия 19 часа 59 мин 26 сек. |
| 6                                                                | 19 ноември 1996                     | „Колумбия“, мисия STS-80            | Специалист на мисията               | 17 денонощия 15 часа 54 мин 26 сек. |
| Сумарно време в космоса – 53 денонощия 10 часа 4 минути и 45 сек |                                     |                                     |                                     |                                     |

- Летял е на всичките пет совалки от аерокосмическия флот на НАСА.
- Има четири излизания в открития космос (1 с мисия STS-6 и 3 с мисия STS-61) с обща продължителност 26 часа и 21 минути.